# Hipposideros sumbae
Hipposideros sumbae là một loài động vật có vú trong họ Dơi nếp mũi, bộ Dơi. Loài này được Oei mô tả năm 1960.